# Cavall marí

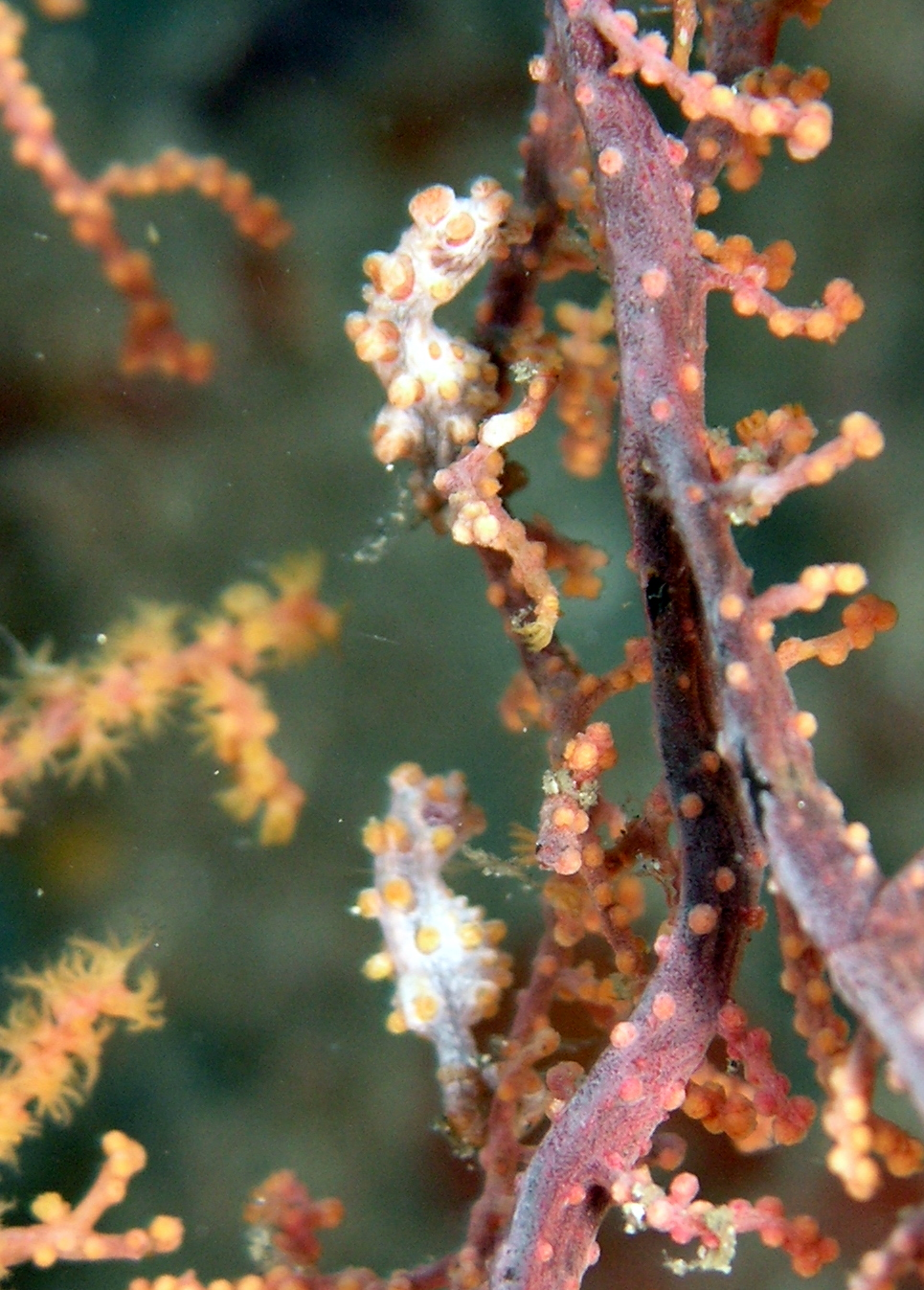
Hippocampus bargibanti

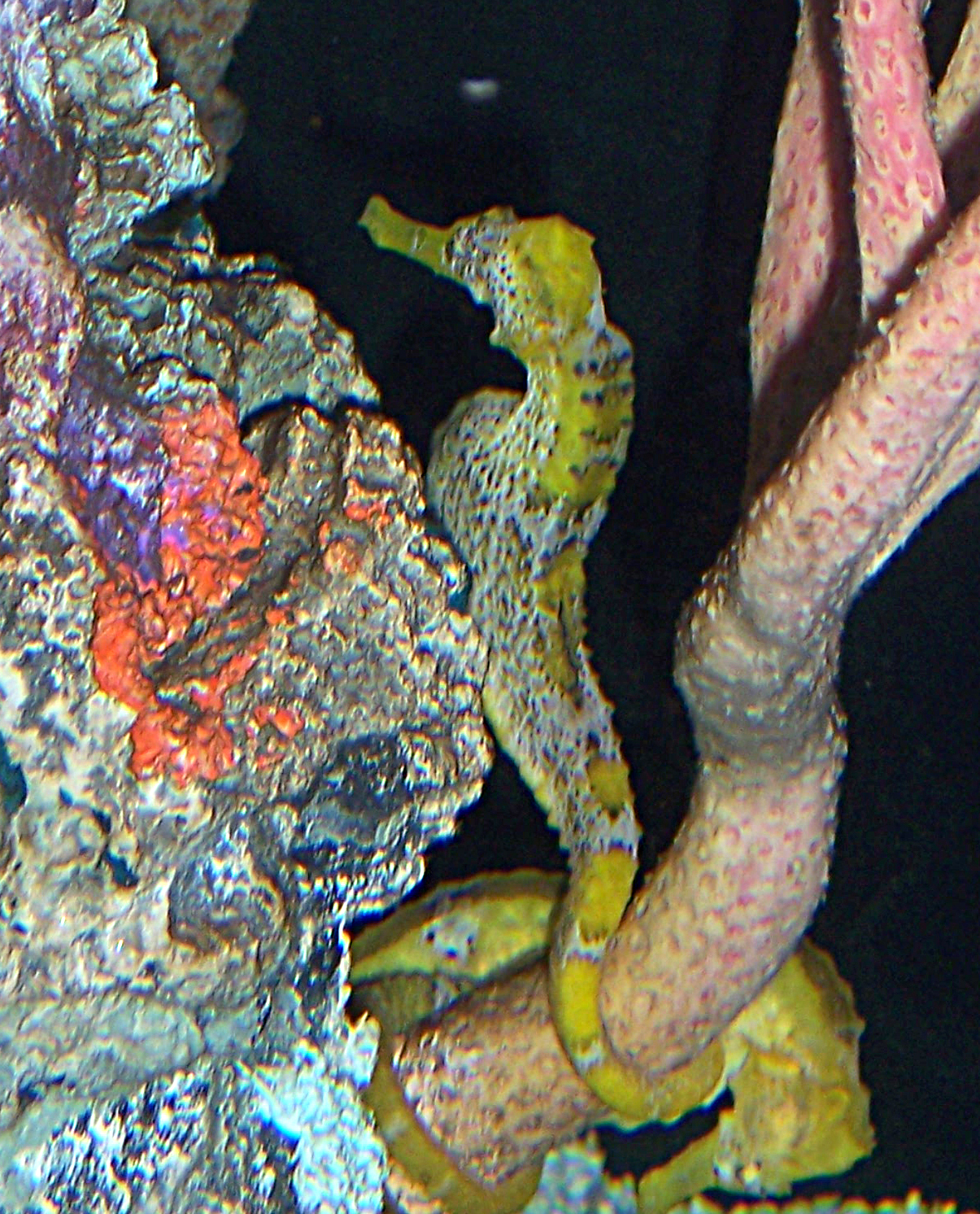
Hippocampus reidi

Els cavalls de mar, cavalls marins o cavallets de (la) mar, cavalls de serp o cavalls de serps, també dits hipocamps (Hippocampus) són un gènere de peixos de la família dels singnàtids i de l'ordre dels singnatiformes. El cavallet de mar té un mètode únic de reproducció en què el mascle és el portador dels ous. La femella és qui produeix els ous però, en l'aparellament, els diposita a la bossa ventral del mascle, en la qual aquest s'encarrega de fecundar-los i posteriorment els incuba fins a llur desenvolupament. La bossa té les mateixes funcions que l'úter d'un mamífer: els embrions (al cap aproximadament d'un mes) ja estan completament formats, el mascle els expulsa a l'exterior. Moltes de les espècies del cavallet de mar que s'han estudiat fins ara són monògames durant la temporada.

## Taxonomia
- Hippocampus abdominalis (Lesson, 1827)
- Hippocampus alatus (Kuiter, 2001)[5]
- Hippocampus algiricus (Kaup, 1856)
- Hippocampus angustus (Günther, 1870)
- Hippocampus barbouri (Jordan & Richardson, 1908)
- Hippocampus bargibanti (Whitley, 1970)
- Hippocampus biocellatus (Kuiter, 2001)[6]
- Hippocampus bleekeri (Fowler, 1907)
- Hippocampus borboniensis (Duméril, 1870)
- Hippocampus breviceps (P&ers, 1869)
- Hippocampus camelopardalis (Bianconi, 1854)
- Hippocampus capensis (Boulenger, 1900)
- Hippocampus colemani (Kuiter, 2003)[7]
- Hippocampus comes (Cantor, 1849)
- Hippocampus coronatus (Temminck & Schlegel, 1850)
- Hippocampus dahli (Ogilby, 1908)
- Hippocampus denise (Lourie & Randall, 2003)[8]
- Hippocampus erectus (Perry, 1810)
- Hippocampus fisheri (Jordan & Evermann, 1903)
- Hippocampus fuscus (Rüppell, 1838)[9]
- Hippocampus grandiceps (Kuiter, 2001)[10]
- Hippocampus guttulatus (Cuvier, 1829)[11]
- Hippocampus hendriki (Kuiter, 2001)[12]
- Hippocampus hippocampus ((Linnaeus, 1758)[13]
- Hippocampus histrix (Kaup, 1856)
- Hippocampus ingens (Girard, 1858)
- Hippocampus jayakari (Boulenger, 1900)
- Hippocampus jugumus (Kuiter, 2001)[14]
- Hippocampus kampylotrachelos (Bleeker, 1854)
- Hippocampus kelloggi (Jordan & Snyder, 1901)
- Hippocampus kuda (Bleeker, 1852)
- Hippocampus lichtensteinii (Kaup, 1856)
- Hippocampus minotaur (Gomon, 1997)
- Hippocampus mohnikei (Bleeker, 1853)
- Hippocampus montebelloensis (Kuiter, 2001)[14]
- Hippocampus multispinus (Kuiter, 2001)[14]
- Hippocampus planifrons (Peters, 1877)
- Hippocampus pontohi (Lourie & Kuiter, 2008)
- Hippocampus procerus (Kuiter, 2001)[14]
- Hippocampus queenslandicus (Horne, 2001)[15]
- Hippocampus ramulosus (Leach "a" Leach & Nodder, 1814)
- Hippocampus reidi (Ginsburg, 1933)
- Hippocampus semispinosus (Kuiter, 2001)[12]
- Hippocampus sindonis (Jordan & Snyder, 1901)
- Hippocampus spinosissimus (Weber, 1913)
- Hippocampus subelongatus (Castelnau, 1873)
- Hippocampus taeniopterus (Bleeker, 1852)
- Hippocampus trimaculatus (Leach "a" Leach & Nodder, 1814)
- Hippocampus whitei (Bleeker, 1855)
- Hippocampus zebra (Whitley, 1964)
- Hippocampus zosterae (Jordan & Gilbert, 1882)[16][17][18][19][20][21][22]